# Koper ogrodowy

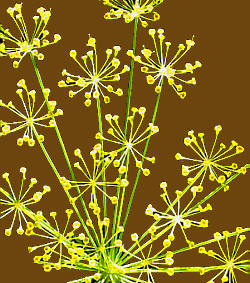
Kwiatostan

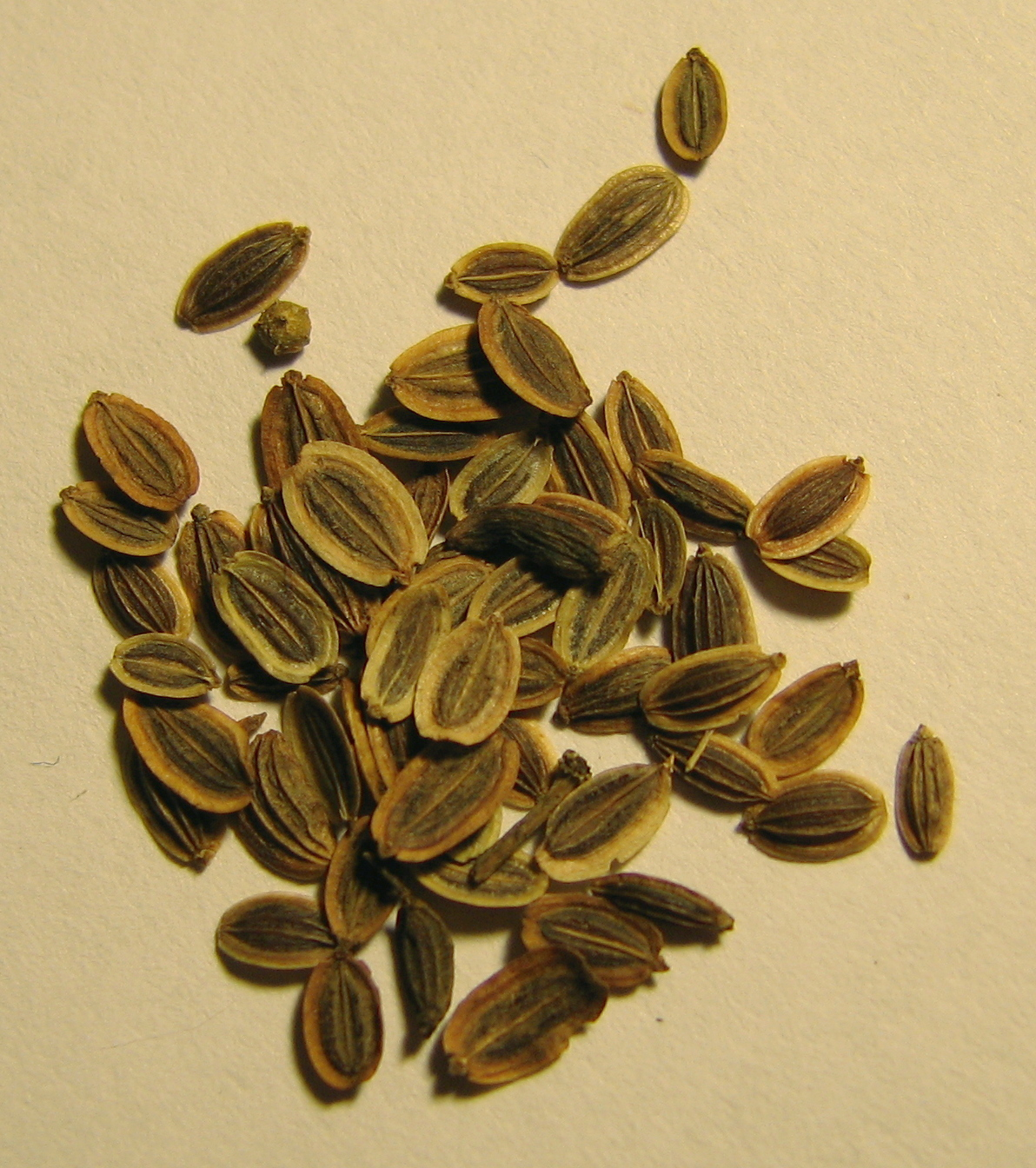
Owoce

Koper ogrodowy (Anethum graveolens L.) – gatunek rośliny z rodziny selerowatych. Uznawany jest za gatunek rodzimy w północnej Afryce (od Maroka po Libię i Czad) oraz w południowo-zachodniej Azji (Półwysep Arabski, Syria, Iran). Rozprzestrzeniony jest szeroko w uprawie i spotykany jest na różnych kontynentach jako roślina dziczejąca. Przejściowo dziczeje z upraw także w Polsce.

## Nazewnictwo
Nazwa naukowa składa się z łacińskiej nazwy rodzajowej anethum oznaczającej koper, o pochodzeniu greckim – anethos 'wiotki' lub anemos 'wiatr' i nazwy gatunkowej, na którą składają się człony gravis 'ciężki' i olens 'pachnący', co wiąże się z aromatycznymi właściwościami rośliny. W czasie ustalania nazw naukowych stosowano również nazwę Anethum hortense. Jan Krzysztof Kluk użył nazwy koper pospolity. W Polsce zanotowano następujące nazwy ludowe: kajzer, koper, koper ogrodowy zwykły, koper swojski, koper wonny, koperek, koperek wonny, kopr, kopr polski, kopr pospolity, kopr swojski, krop.

## Morfologia
KorzeńCienki, wrzecionowaty, słabo rozgałęziony, białawy.
ŁodygaSinawozielona, wysokości do 125 cm. Jest białawo i zielono kreskowana, dęta i naga. Rozgałęzia się w górnej części.
Liście3-, 4-krotnie pierzaste o nitkowatych odcinkach. Dolne posiadają pochwiaste ogonki, górne są siedzące na wydłużonych pochwach, obłonionymi i z uszkami.
KwiatyZebrane w liczne (15–40) baldaszki tworzące baldach złożony, o nagich szypułach i szypułkach, bez pokryw i pokrywek. Kwiaty obupłciowe, drobne z żółtymi płatkami, na szczycie z łatką.
OwoceJajowate lub szeroko eliptyczne, spłaszczone rozłupnie, osiągające do 5 mm długości i 3 mm szerokości. Krążek miodnikowy poduszeczkowaty i żółty. Trzy żebra grzbietowe wyraźnie wystające, dwa żebra boczne oskrzydlone.

## Biologia i ekologia
Roślina jednoroczna. Kwitnie w lipcu i sierpniu. Roślina silnie aromatyczna, o korzennym zapachu.
Jako roślina dziczejąca rośnie na polach, na przypłociach i innych stanowiskach ruderalnych.

## Zastosowanie
- Powszechnie uprawiana roślina przyprawowa. W Europie uprawiany był już w starożytności.
  - Młode pędy to tzw. koperek. Świeże liście koperku dodaje się do sałatek, gotowanych ziemniaków, jaj faszerowanych, serów twarogowych, zup gorących i chłodników, masła ziołowego, raków, krabów, ślimaków, i ryb. Typowym wyrobem z koperku jest sos koperkowy używany do gotowanych mięs (cielęciny, wołowiny, baraniny). Koperku używa się też do dekorowania potraw[9][10].
  - Pędy kopru wraz z baldachami stanowią istotny składnik podczas kiszenia ogórków i papryki. Używane są też jako składnik octów ziołowych[9][10].
  - Owoce kopru używane są do przygotowania marynat i kapusty kiszonej. Przyprawia się nimi sałaty, zupy i sosy. Przyrządza się z nich nalewki i likiery[9][10].
- Roślina lecznicza:
  - Surowiec zielarski: cała roślina ze szczególnym uwzględnieniem liści i nasion. Wszystkie części rośliny zawierają olejek eteryczny, m.in. karwon, felandren, limonen. Roślina zawiera również flawonoidy i kumaryny. Koper jest bardzo zasobny w sole mineralne, wapń, żelazo, fosfor, prowitaminę A, witaminę D, E, K, B1, B2, B6, B12, H, bardzo duże ilości witaminy C[9].
  - Działanie: napar z liści lub nasion działa lekko uspokajająco, wpływa korzystnie na proces trawienia i delikatnie obniża ciśnienie krwi. Wewnętrznie jest stosowany jako lek przeciw kolce, trudnościom z trawieniem i spowodowaną tym bezsennością, wzdęciom, nieprzyjemnemu zapachowi z ust, brakowi pokarmu u matek karmiących piersią, w bezsenności i nieżycie górnych dróg oddechowych. Zewnętrznie okłady z owoców są stosowane przy schorzeniach oczu oraz w ropnych zakażeniach skóry (mają działanie antyseptyczne)[9].
  - Zbiór: liście zbiera się wiosną lub latem przed kwitnieniem, a nasiona latem, gdy już dojrzeją. Suszy się w przewiewnym i zacienionym pomieszczeniu, wysuszone przechowuje w szczelnych opakowaniach. Można też je zamrozić lub konserwować w soli[9].
- Łodygi z baldachami kwiatowymi są wykorzystywane do wykonywania bukietów i stroików, zarówno świeżych, jak i suszonych[9].
- Kosmetyka. Olejek  koperkowy jest składnikiem niektórych past do zębów, płukanek do ust, mydeł, perfum, wód zapachowych. Napar z owoców kopru jest używany do przemywania tłustej cery i przetłuszczających się włosów. Rzymianie olejkiem koprowym namaszczali ciało[9].

## Uprawa
Roślina łatwa w uprawie. Wymaga słonecznych i osłoniętych od wiatrów stanowisk, gleby wilgotnej – nie znosi jednak stałego zawilgocenia. Lubi podłoża dobrze spulchnione, żyzne i przepuszczalne. Nasiona wysiewa się wiosną wprost do gruntu i w miarę potrzeb można je dosiewać przez całe lato aż do jesieni (ze względu na krótki okres wegetacyjny trwający około 45–50 dni). Niektóre odmiany: 'Bouquet', 'Fernleaf', 'Mammoth', 'Vierling'. Wymagane jest podlewanie w okresach bez opadów. Roślina ta jest rzadko atakowana przez choroby czy też szkodniki.

## Obecność w kulturze
- Pędy kopru z liśćmi i kwiatami znaleziono w grobowcu Amenhotepa II zmarłego około 1400 roku p.n.e.[12]
- Jedna z roślin biblijnych. Ewangelia Mateusza (23,23) podaje, że koprem w czasach biblijnych Żydzi płacili dziesięcinę[12].
- Uważany był za roślinę czarodziejską. Dawniej wierzono, że chroni przed piorunami i złymi snami i jego wiązki wieszano w domach[11].